# NO BORDER (アルバム)
『NO BORDER』（ノー　ボーダー）は、日本の女性ロック歌手・田村直美のアルバムである。2021年5月2日発売。

## 概要
多くの地域や幅広い年齢層への自己紹介的な存在としてのアニメ「レイアース」シリーズ主題歌３曲に、新作５曲を加えてリリースされた。

## 収録曲
1. NO BORDER!!
作詞：田村直美　作曲：田村直美・角田崇徳
2. What a glorious days
作詞：田村直美　作曲：D.I.E
3. BRAVE FLOWER
作詞：田村直美　作曲：川添智久
4. MIRROR
作詞：田村直美　作曲：田村直美・角田崇徳
5. I'm the great Pretender
作詞：田村直美　作曲：田村直美・角田崇徳
6. ゆずれない願い
作詞：田村直美　作曲：田村直美・石川寛門
7. 光と影を抱きしめたまま
作詞：田村直美　作曲：田村直美・石川寛門
8. All You Need Is Love
作詞：田村直美　作曲：田村直美・Joey Carbone